# 哈蒂博尼科
21°56′47″N 79°10′3″W / 21.94639°N 79.16750°W

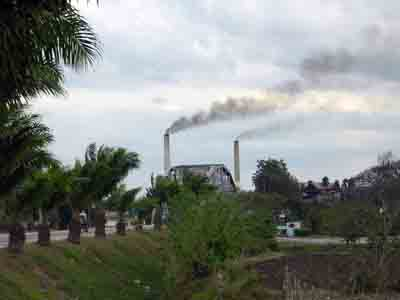

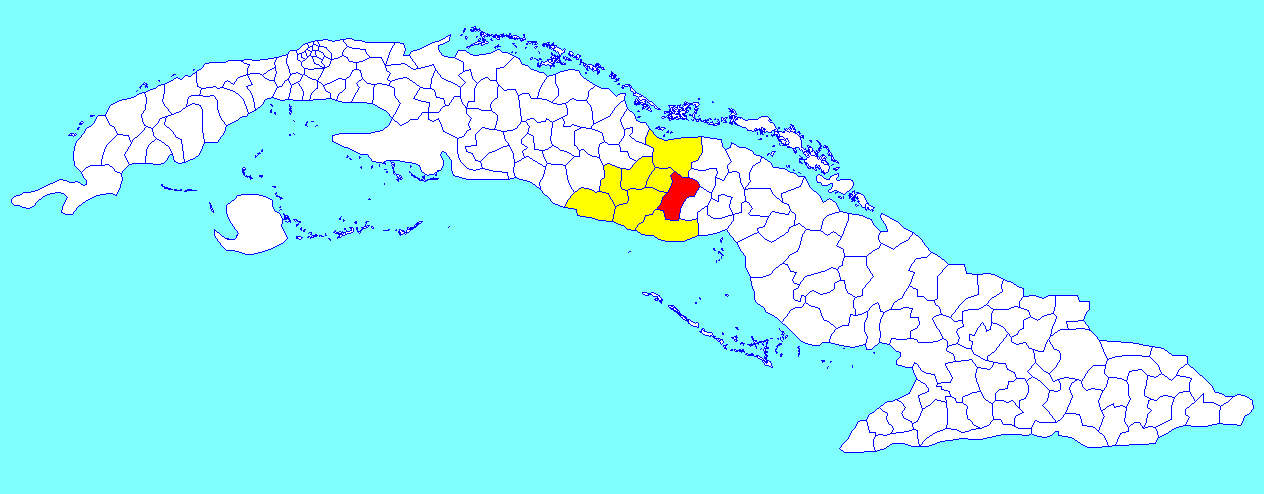

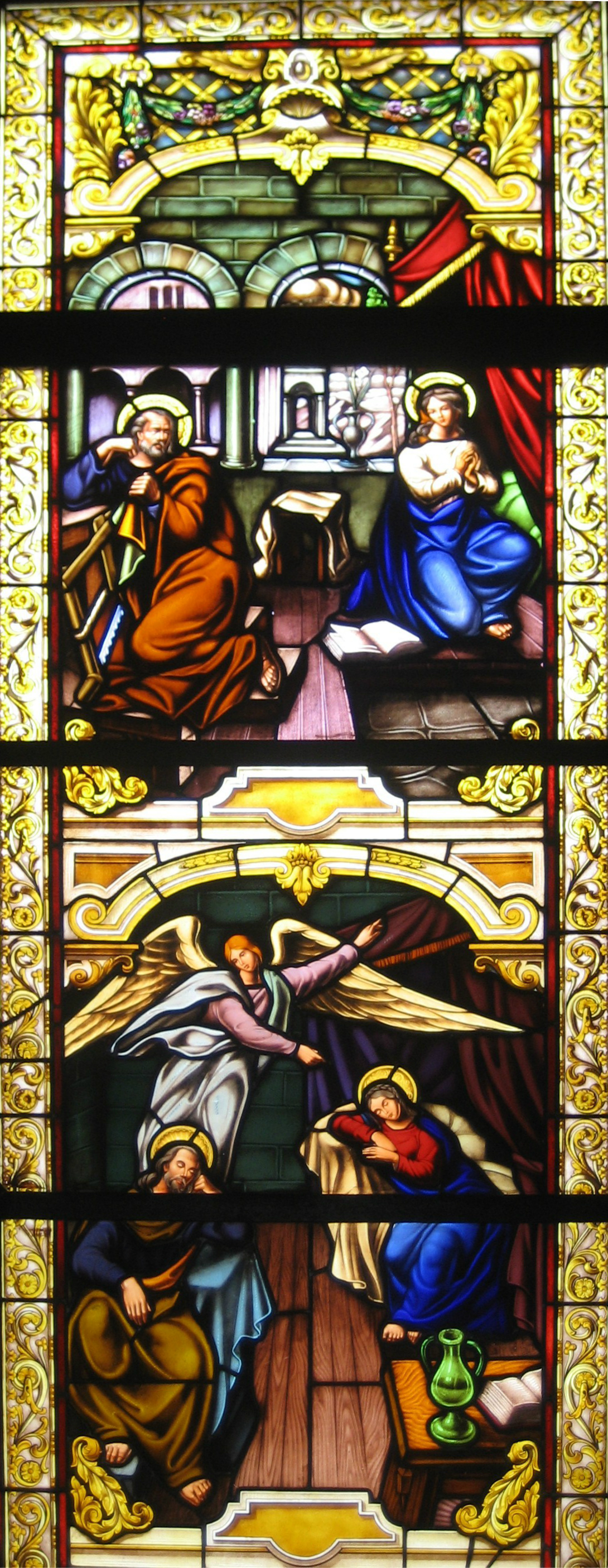

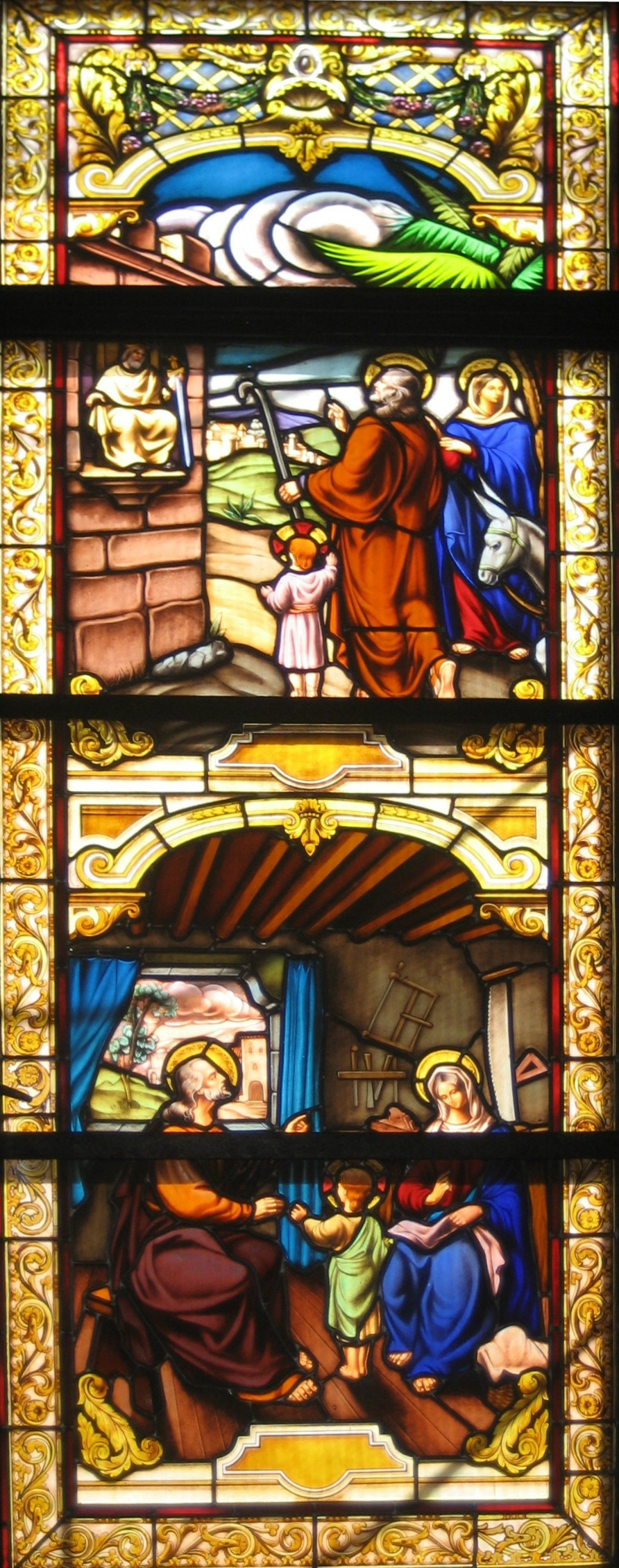

哈蒂博尼科（西班牙語：Jatibonico），是古巴的城鎮，位於該國中部，由聖斯皮里圖斯省負責管轄，面積765平方公里，海拔高度347米，2004年人口普查為42,708人，人口密度每平方公里55.8人。